# NGC 1570
NGC 1570 (ook wel NGC 1571) is een elliptisch sterrenstelsel in het sterrenbeeld Graveerstift. Het hemelobject werd op 4 december 1836 ontdekt door de Britse astronoom John Herschel.

## Synoniemen
- NGC 1571
- PGC 14971
- ESO 250-19
- MCG -7-10-1
- AM 0420-434